# Mother's Roses
Pour plus de détails, voir Fiche technique et Distribution.
Mother's Roses (littéralement : Roses de la mère) est un film muet américain réalisé par Theodore Marston, sorti en 1915.

## Fiche technique
- Titre : Mother's Roses
- Réalisation : Theodore Marston
- Scénario : William Addison Lathrop (en)
- Photographie : Reginald Lyons
- Producteur :
- Société de production : Vitagraph Company of America
- Société de distribution : General Film Company
- Pays d'origine :  États-Unis
- Langue : Anglais
- Métrage : 1 200 m (lors de la sortie) | 900 m (version ultérieure)
- Format : Noir et blanc — 35 mm — 1,33:1 — Muet
- Genre : Film dramatique
- Durée : 40 minutes (lors de la sortie) | 30 minutes (version ultérieure)
- Dates de sortie : 
  -  États-Unis : 3 janvier 1915 (New York, première) / 13 février 1915 (sortie nationale)

## Distribution
- Mary Maurice (en) : Mère Morrison
- James Morrison : Payne Morrison
- Frank Currier : John Morrison
- Dorothy Kelly (en) : Helen Morrison
- Anders Randolf : Spencer Delevan
- Ethel Lloyd : Marie Stanley
- George Cooper : Paul Hutchinson
- George Stevens : Dr. Edwards
- Richard Leslie : Perkins, le majordome
- Karin Norman : Mary, la femme de chambre